# ジェシカ・ビール
ジェシカ・クレア・ビール（英語: Jessica Claire Biel, 1982年3月3日 - ）は、アメリカ合衆国の女優。

## 来歴

### 生い立ち
ミネソタ州イーリーで生まれ、コロラド州ボールダーで育つ。父親のジョンは起業家、母親のキンバリーは主婦。1985年生まれの弟ジャスティンがいる。ドイツ人・フランス人・イングランド人、インディアン（チョクトー族）の血を引く。

### キャリア
9歳で初舞台を踏み、モデルやCMなどに出演。1996年から放送開始のテレビシリーズ『セブンスヘブン』の長女メアリー役で有名になり、1997年の『木洩れ日の中で』で映画デビューする。2000年には17歳でイギリスのGear誌の表紙をトップレス姿で飾り、『セブンスヘブン』で父親役を演じた俳優のスティーヴン・コリンズがそれを「児童ポルノ」と表現したため、論争が起こった。
2003年の映画『テキサス・チェーンソー』で人気スター入りを果たした。2005年にはEsquire誌によって、「最もセクシーな女優」に選ばれた。
2006年公開の『幻影師アイゼンハイム』でニューポートビーチ映画祭女優賞を受賞や、2007年公開の準主役を務めた『チャックとラリー おかしな偽装結婚!?』が興行成績が1億ドルを突破し、『テキサス・チェーンソー』以来のヒット作になるなど、キャリアを築き始めている。
2009年にはアカデミー科学技術賞の司会を務めた。

### 私生活
過去に俳優のクリス・エヴァンス、アダム・ラヴォーグナ、野球選手のデレク・ジーター、スケートボーダーのバム・マージェラと交際していた。2007年より歌手のジャスティン・ティンバーレイクと交際をはじめる4年の交際の後、2011年3月に別れるが、2011年秋にはよりを戻し、2012年1月に婚約した。同年10月、イタリアで結婚した。2015年4月に第1子男児、2020年7月に第2子男児が誕生。
2000年秋にマサチューセッツ州にあるタフツ大学で学部生になり1年半学んだ。
バレエやサッカー、ヨガなどが趣味。
2003年にコロラド州の両親の家の近くに自身の家を購入した。

## 主な出演作品

### 映画
| 公開年 | 邦題 原題                                                                      | 役名                               | 備考                |
| ------ | ------------------------------------------------------------------------------ | ---------------------------------- | ------------------- |
| 1997   | 木洩れ日の中で Ulee's Gold                                                     | キャシー・ジャクソン               |                     |
| 1998   | サンタに化けたヒッチハイカーは、なぜ家をめざすのか? I'll Be Home for Christmas | アリー                             |                     |
| 2001   | サマーリーグ Summer Catch                                                      | テンリー・パリッシュ               |                     |
| 2002   | ルールズ・オブ・アトラクション The Rules of Attraction                         | ララ・ホラーラン                   |                     |
| 2003   | テキサス・チェーンソー The Texas Chainsaw Massacre                             | エリン・ハーデスティ               |                     |
| 2004   | It's a Digital World                                                           |                                    | 声の出演            |
| 2004   | セルラー Cellular                                                              | クロエ                             |                     |
| 2004   | ブレイド3 Blade 3                                                              | アビゲイル・ウィスラー             |                     |
| 2005   | ステルス Stealth                                                               | カーラ・ウェイド                   |                     |
| 2005   | エリザベスタウン Elizabethtown                                                 | エレン・キッシュモア               |                     |
| 2005   | エクスタシー London                                                            | ロンドン                           |                     |
| 2006   | 幻影師アイゼンハイム The Illusionist                                           | ソフィ・フォン・テッシェン公爵令嬢 |                     |
| 2006   | 勇者たちの戦場 Home of the Brave                                               | ヴァネッサ・ブライス               |                     |
| 2007   | NEXT -ネクスト- Next                                                           | リズ・クーパー                     |                     |
| 2007   | チャックとラリー おかしな偽装結婚!? I Now Pronounce You Chuck & Larry          | アレックス・マクノドー             |                     |
| 2008   | Hole in the Paper Sky                                                          | カレン・ワトキンス                 | 短編映画 製作総指揮 |
| 2008   | Easy Virtue                                                                    | ラリータ・ウィットティカー         |                     |
| 2009   | Planet 51                                                                      | Neera                              | 声の出演            |
| 2009   | アンダーテイカー 葬る男と4つの事件 Powder Blue                                 | ローズ                             |                     |
| 2010   | バレンタインデー Valentine's Day                                               | カーラ・モナハン                   |                     |
| 2010   | 特攻野郎Aチーム THE MOVIE The A-Team                                           | キャリサ・ソーサ大尉               |                     |
| 2011   | ニューイヤーズ・イブ New Year's Eve                                            | テス・バーン                       |                     |
| 2012   | トータル・リコール Total Recall                                                | メリーナ                           |                     |
| 2012   | トールマン The Tall Man                                                        | ジュリア・デニング                 |                     |
| 2012   | スマイル、アゲイン Playing for Keeps                                           | ステイシー                         |                     |
| 2012   | ヒッチコック Hitchcock                                                         | ヴェラ・マイルズ                   |                     |
| 2013   | The Truth About Emanuel                                                        | Linda                              |                     |
| 2015   | 世界にひとつのロマンティック Accidental Love                                   | アリス                             |                     |
| 2015   | Bleeding Heart                                                                 | May                                |                     |
| 2016   | Spark                                                                          | Vix                                | 声の出演            |
| 2016   | ライク・ア・キラー 妻を殺したかった男 A Kind of Murder                         | クララ・スタックハウス             |                     |
| 2016   | The Devil and the Deep Blue Sea                                                | Penny                              |                     |
| 2017   | 記者たち〜衝撃と畏怖の真実〜 Shock and Awe                                     | リサ                               |                     |

### テレビシリーズ
| 公開年          | 邦題 原題                                | 役名               | 備考                                          |
| --------------- | ---------------------------------------- | ------------------ | --------------------------------------------- |
| 1996–2003, 2006 | 7th Heaven                               | メアリー・カムデン | 計136話出演                                   |
| 2014            | New Girl / ダサかわ女子と三銃士 New Girl | キャット           | 第4シーズン第1話「目指せ現役復帰」            |
| 2017-           | The Sinner                               | コーラ・タネッティ | 計8話出演（第1シーズン） 製作（第1シーズン-） |